# Hatitau
Hatitau är en ö i Eritrea. Den ligger i den östra delen av landet, 190 km öster om huvudstaden Asmara.